# Rai 1
Rai 1（ライ ウーノ）は、イタリア放送協会のテレビ主要チャンネル。1954年1月3日に放送開始。メディアセット傘下の民放局カナレ5とライバル関係があるが、圧倒されている。

## 主な番組

### ニュース・情報番組
- TG1 (定時ニュース番組)
- TV7 (週刊ニュース番組)
- Unomattina (朝の情報番組)
- Linea Verde (自然と農業)
- Porta a porta (deepening about actuality and politic)
- Quark (ドキュメント番組)
- Super Quark (科学ドキュメンタリー)

### 音楽番組
- サンレモ音楽祭
- Domenica In
- La prova del cuoco
- Ballando con le stelle

### ゲーム番組
- Affari Tuoi （イタリア版 ディール・オア・ノー・ディール）
- L'Eredità
- Tutto per tutto
- Mister - Il gioco dei nomi

### テレビドラマ
- Don Matteo
- Un medico in famiglia
- Il Commissario Montalbano
- Gente di mare
- Lo zio d'America 2
- ナポリの物語

### スポーツ
主な番組のみ
- ローマオリンピック
- トリノオリンピック
- FIFAワールドカップ
- ジロ・デ・イタリア
- UEFAチャンピオンズリーグ
- UEFA欧州選手権